# Jurgis Gedgaudas
Jurgis Gegaudas (f. 1435) fue un noble y diplomático del Gran Ducado de Lituania. Usaba el escudo de armas Leliwa. Estuvo activo políticamente desde 1401 a 1435, al servicio de los grandes duques Vitautas y Švitrigaila como voivoda y diplomático. Representó sus intereses en el concilio de Constancia y con la Orden Teutónica. Fue uno de los pocos nobles que continuaron apoyando a Švitrigaila tras su derrocamiento. No obstante, tras ser capturado en la batalla de Ashmiany, cambio de bando y apoyó a Segismundo I Kęstutaitis, consiguiendo mantener su condición social.

## Biografía
La primera vez que se menciona a Gedgaudas es en 1401, cuando fue testigo de la Unión de Vilna. En aquel momento era marszałek del duque Vitautas. Algún tiempo después se convirtió en voivoda de Kiev. Perdió este cargo en 1411 para convertirse en anciano de Podolia (predecesor del cargo Voivoda de Podolia). El rey Jogaila lo envió junto con varios nobles polacos a Hungría en 1411 y el gran duque Vytautas lo envió al Concilio de Constanza en 1416. El viajero Guilbert de Lannoy fue recibido por Gedgaudas en 1421. Tras la muerte de su hermano Albertas Manvydas, voivoda de Vilna, en 1423, Gedgaudas lo reemplazó hasta el golpe de Estado de 1432 contra Švitrigaila. Gedgaudas sería enviado en misión diplomática al reino de Polonia en 1429.
Tras la muerte de Vytautas, apoyó al Gran Duque Švitrigaila y le representó en las negociaciones con Polonia de 1431 y 1432 y con la Orden Teutónica en 1432 (véase Guerra civil lituana (1432-1438) para los antecedentes políticos). Fue uno de los nueve nobles lituanos testigos del tratado de Christmemel (junio de 1431) y estuvo al lado de Švitrigaila cuando fue depuesto en un golpe de Estado el 1 de agosto de 1432. Fue uno de los pocos nobles lituanos que apoyaron a Švitrigaila tras el golpe. Fue uno de los comandantes de la batalla de Ashmiany (diciembre de 1432), en la que cayó prisionero. Cambió de bando para apoyar a Segismundo Kęstutaitis y pudo conservar su riqueza e influencia (su hijo incluso recibió Mir de Segismundo en 1434). En mayo de 1434, Gedgaudas fue testigo del privilegio de Segismundo a la nobleza católica y ortodoxa oriental, aunque en ese momento no ocupaba ningún cargo.

### Origen y familia
Gedgaudas es su nombre pagano lituano mientras que Jurgis (Jorge) es su nombre de bautismo tras la conversión de Lituania en 1387. Su origen es desconocido, el nombre de su padre se conoce solo por su patronímico. Era hermano de Albertas Manvydas. Sus tierras patrimoniales se hallaban alrededor de Kernavė y Ashmiany, su finca principal estaba en Vishneva. Die Littauischen Wegeberichte menciona Manewidendorf junto a Geraniony como perteneciente a la familia.
En septiembre de 1442, su viuda Anastasia, posiblemente hija de Jurgis Taločka, realizó una donación a la Capilla de San Alberto y San Jorge de la catedral de Vilna, establecida por su hermano Albertas y donde Jurgis fue enterrado Solo se conoce un hijo de Jurgis, Petras Simonas Gedgaud (muerto en 1451 sin hijos, que fue regente de Pólotsk (1440) y Smolensk (1447–1451).